# جمال‌الدین طبیبی
جمال‌الدین طبیبی (زاده ۱۳۲۱ در کازرون)، استادتمام برنامه‌ریزی مدیریت دانشگاه علوم پزشکی ایران، رئیس بورد تخصصی علوم مدیریت پزشکی و اقتصاد بهداشت کشور، عضو فرهنگستان علوم پزشکی است. وی دارای تألیفات و مقالات متعددی است.

## تحصیلات
- لیسانس‌های اقتصادی، امور اداری و تاریخ از دانشگاه پهلوی سابق
- لیسانس و فوق لیسانس علوم سیاسی از دانشکده علوم سیاسی تهران
- فوق لیسانس مدیریت و برنامه‌ریزی آموزشی از دانشگاه اکرن، اوهایو، آمریکا
- دکترای PH.D مدیریت آموزش عالی و سیاست بین‌الملی، آمریکا
- فوق دکترای برنامه‌ریزی و توسعه آموزش عالی، آمریکا

## مسئولیت‌های اجرایی
- قائم‌مقام معاونت آموزش وزارت علوم و آموزش عالی.
- قائم‌مقام وزارت معاونت آموزش وزارت بهداشت، درمان و آموزش پزشکی
- معاونت آموزش دانشگاه علوم پزشکی ایران
- از بنیان‌گذاران دانشگاه علوم پزشکی ایران و درجه رشته‌ها و مقاطع تحصیل علوم مدیریت پزشکی و اقتصاد بهداشت در کشور
- همکاری با وزارت بهداشت، درمان و آموزش پزشکی و عضو فرهنگستان علوم پزشکی کشور
- ریاست بورد تخصصی علوم مدیریت پزشکی و اقتصاد بهداشت کشور طی دهسال اخیر

## عضویت در مجامع علمی
- مدیر مسئول فصلنامه مدیریت و اطلاع‌رسانی پزشکی.
- عضو هیأت تحریریه فصلنامه علمی پژوهشی دانشکده بهداشت دانشگاه علوم پزشکی تهران.
- عضو هیأت تحریریه فصلنامه مطالعات مدیریت
- عضو فرهنگستان علوم پزشکی کشور.
- عضو انجمن علمی اداره امور بیمارستان‌ها.